# ULEB Eurocup Finals MVP
L'Eurocup Finals MVP è il premio conferito dalla Eurocup al miglior giocatore delle finali.

## Vincitori

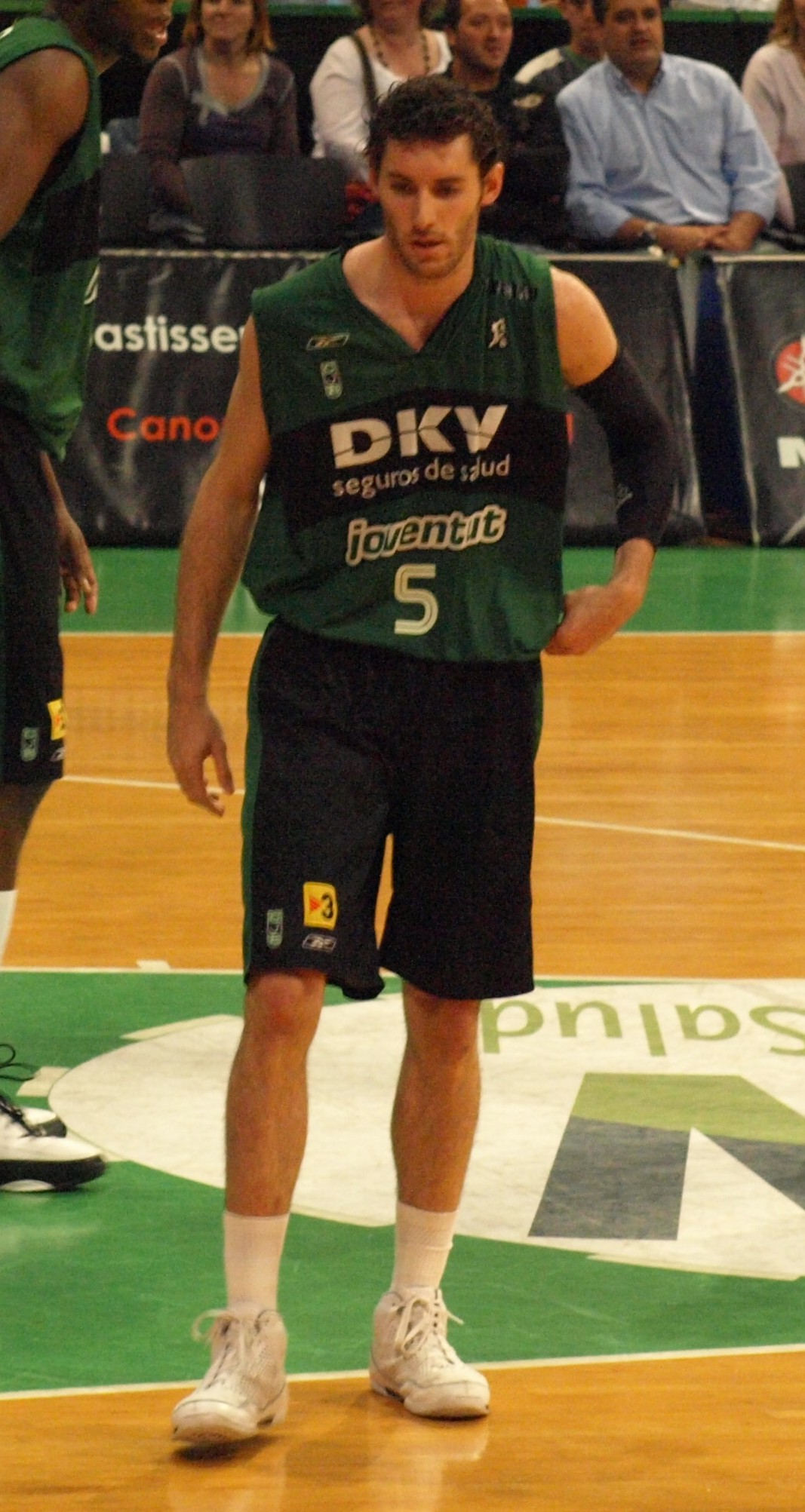
Rudy Fernández, vincitore nel 2008.

| Stagione  | Nazionalità        | Giocatore             | Squadra            |
| --------- | ------------------ | --------------------- | ------------------ |
| 2002-2003 | Jugoslavia         | Dejan Tomašević       | Valencia           |
| 2003-2004 | Stati Uniti        | Kelly McCarty         | Hapoel Gerusalemme |
| 2004-2005 | Lituania           | Robertas Javtokas     | Lietuvos Rytas     |
| 2005-2006 | Panama             | Rubén Douglas         | Dinamo Mosca       |
| 2006-2007 | Stati Uniti        | Charles Smith         | Real Madrid        |
| 2007-2008 | Spagna             | Rudy Fernández        | Joventut Badalona  |
| 2008-2009 | Lituania           | Marijonas Petravičius | Lietuvos Rytas     |
| 2009-2010 | Australia          | Matt Nielsen          | Valencia           |
| 2010-2011 | Croazia            | Marko Popović         | UNICS Kazan'       |
| 2011-2012 | Croazia            | Zoran Planinić        | Chimki             |
| 2012-2013 | Stati Uniti        | Richard Hendrix       | Lokomotiv Kuban    |
| 2013-2014 | Stati Uniti        | Justin Doellman       | Valencia           |
| 2014-2015 | Montenegro         | Tyrese Rice           | Chimki             |
| 2015-2016 | Gabon              | Stéphane Lasme        | Galatasaray        |
| 2016-2017 | Spagna             | Alberto Díaz          | Málaga             |
| 2017-2018 | Stati Uniti        | Scottie Wilbekin      | Darüşşafaka        |
| 2018-2019 | Georgia            | Will Thomas           | Valencia           |
| 2019-2020 | non assegnato      | non assegnato         | non assegnato      |
| 2020-2021 | Stati Uniti        | Rob Gray              | Monaco             |
| 2021-2022 | Serbia             | Miloš Teodosić        | Virtus Bologna     |
| 2022-2023 | Stati Uniti        | John Shurna           | Gran Canaria       |
| 2023-2024 | Macedonia del Nord | T.J. Shorts           | Paris Basketball   |
| 2024-2025 | Stati Uniti        | Johnathan Motley      | Hapoel Tel Aviv    |